# Jan Ceulemans (basket-ball)
Pour les articles homonymes, voir Jan Ceulemans.
Jan Pieter Ceulemans, né le 11 janvier 1926, à Vilvorde, en Belgique, est un ancien joueur belge de basket-ball.

## Carrière
Il participe avec l'équipe de Belgique aux Jeux olympiques d'été de 1952.